# Croix de Domecy-sur-le-Vault
La croix de Domecy-sur-le-Vault est une croix située à Domecy-sur-le-Vault, en France.

## Localisation
La croix est située dans le cimetière de l’église Saint-Léger de Domecy-sur-le-Vault (département français de l'Yonne).

## Description
Cette croix est représentative du style gothique flamboyant de son époque. Elle se compose d’un fût octogonal élancé, reposant sur un socle à moulures prismatiques, qui évoque le travail soigné des tailleurs de pierre bourguignons de la fin du Moyen Âge.
La croix elle-même, également de section octogonale, présente des extrémités sculptées de motifs végétaux stylisés, témoins de l’esthétique gothique tardive, mêlant élévation spirituelle et ornementation florale.  À l’avant, elle est ornée d’un Christ en croix, flanqué de deux statuettes finement sculptées : à sa droite, sainte Marie-Madeleine, et à sa gauche, un moine franciscain identifiable à sa robe de bure.
Bien que relativement sobre, l’ensemble dégage une solennité et une élégance propres aux monuments de dévotion populaires du XVe siècle.

## Historique
Lors de la Révolution française, en 1794, les symboles religieux furent systématiquement visés dans les campagnes, perçus comme des marques de l’Ancien Régime et de la domination cléricale. À Domecy-sur-le-Vault, toutes les croix furent détruites sur ordre des autorités révolutionnaires.
Seule la croix dite du Champ-d’Arnoult, aujourd’hui la croix du cimetière, fut sauvée grâce à l’initiative courageuse d’un habitant du village, resté anonyme. Celui-ci la cacha afin d’éviter sa destruction.
Quelques années plus tard, aux alentours de 1801 (époque du Concordat de Napoléon Bonaparte, qui rétablit partiellement le culte catholique), la croix fut remise à la fabrique paroissiale de Domecy. Elle fut alors réinstallée sur le socle d’une autre croix, probablement celle qui se trouvait à l’origine dans le cimetière du village, dont le fût avait été détruit. Ce geste marqua une volonté de réconcilier mémoire locale et renaissance du culte après la Terreur.
Restée sur place pendant plus de deux siècles, cette croix a traversé le temps comme l’unique survivante d’un paysage religieux rural autrefois plus dense. Elle a inscrite au titre des monuments historiques le 8 juillet 2009 sous la référence PA89000043. Cette inscription est venue reconnaître sa valeur historique, artistique et mémorielle, ainsi que l’authenticité de sa structure.